# السنة الدولية للعلوم الأساسية من أجل التنمية المستدامة
أُعلن عن السنة الدولية للعلوم الأساسية من أجل التنمية المستدامة أو IYBSSD من قبل الدورة السادسة والسبعين للجمعية العامة للأمم المتحدة في 2 ديسمبر 2021 لعام 2022،    مؤكدة أن تطبيقات العلوم الأساسية حيوية للتقدم في الطب، والصناعة والزراعة والموارد المائية وتخطيط الطاقة والبيئة والاتصالات والثقافة، وأن التكنولوجيات الناشئة في العلوم الأساسية تستجيب لاحتياجات البشرية من خلال توفير الوصول إلى المعلومات وزيادة الرفاهية المجتمعية، وتعزيز السلام من خلال تحسين التعاون نحو تحقيق أهداف التنمية المستدامة.
أقيم حفل الافتتاح الرسمي لهذا العام في مقر اليونسكو بباريس في 8 يوليو 2022  وأقيم حفل الختام الرسمي في المنظمة الأوروبية للأبحاث النووية (CERN) في جنيف في 15 ديسمبر 2023.  
قام الاتحاد الدولي للفيزياء البحتة والتطبيقية (IUPAP) و28 اتحادًا علميًا آخر        ومنظمات بتشكيل لجنة توجيهية،  برئاسة ميشيل سبيرو مع نائبي الرئيس جان تران ثانه فان وبراجفال شاستري، والذي كان هدفها اعتبارًا من عام 2017 هو الترويج لإعلان الجمعية العامة للأمم المتحدة عام 2022 باعتبارها السنة الدولية للعلوم الأساسية من أجل التنمية المستدامة.
كما تدعم هذه المبادرة أكثر من 80 منظمة أخرى، من بينها العديد من أكاديميات العلوم الوطنية وشبكاتها. 
وتعمل اليونسكو باعتبارها الوكالة الرائدة ومركز التنسيق لهذه السنة. تم تطوير برنامج السنة بالتعاون مع الكيانات الأخرى ذات الصلة في منظومة الأمم المتحدة، والمنظمات والاتحادات المرتبطة بها في جميع أنحاء العالم. وقد أقيمت حتى الآن سلسلة من الأحداث في جميع أنحاء العالم، من بينها الأحداث الرئيسية "العلوم والأخلاق والتنمية البشرية" في فيتنام و"المؤتمر العالمي للعلوم الأساسية والتنمية المستدامة" في صربيا. 
في أعقاب السنة الدولية للعلوم الأساسية من أجل التنمية المستدامة، أعلنت الجمعية العامة للأمم المتحدة الفترة من 2024 إلى 2033 عقدًا دوليًا للعلوم من أجل التنمية المستدامة (IDSSD).  

## روابط خارجية
- بوابة الويب IYBSSD 2022
- الأميرة سمية بنت الحسن تطلق IYBSSD 2022